# 黄梅山站
黄梅山站位于安徽省马鞍山市雨山区银塘镇卸巷村，有宁铜铁路经过，邮政编码243105。车站建于1964年1月，1965年建成全长5.5千米的黄梅山铁矿专用线（现已废弃）:222,223。车站及其上下行区间均未电气化，距离中华门站97公里。目前该站隶属中国铁路上海局集团有限公司，是四等站，不办理客货运业务。
宁芜铁路扩能改造工程计划封闭原当涂站，本站计划对站场设施进行改造，延长到发线有效长度。